# Tesso Akander
Maria Therese Tesso Akander, född 1973, är en svensk TV-producent och sedan 2015 vd för Strix Television.
Akander har en bakgrund på projektledare på Wegelius TV. Hon började på Strix första gången 2003. Mellan 2007 och 2010 arbetade hon på Meter Film & Television innan hon blev produktionschef på Strix. I november 2012 tog hon en liknande position på det då nystartade bolaget Mexiko Media (senare kallat Nexiko).
Strix värvade tillbaka Akander redan i augusti 2013 när hon blev vice vd, innan hon år 2015 efterträdde tidigare vd Henrik Stenlund.